# Макіно Юй
Юй Макіно (яп. 牧野由依) — японська актриса, співачка, сейю і піаністка. Вона найбільш відома за свою роботу в аніме Tsubasa: Reservoir Chronicle та манзі Aria. Вміє розмовляти англійською на базовому рівні. Серед шанувальників відома як турботлива і чемна дівчина, за що вони її іноді називають «Юччі», «Маки-Макі» або просто «Юй-чан». Собі ж Макіно дала ім'я «Юй-хіме» на честь хлопця-сейю Юкарі Фукуі. Вона також брала участь в озвученні персонажа «Сестра» в короткометражному аніме-фільмі «Bavel no Hon», коли їй було всього 10. Тобто Юй була дитячим сейю.
Через свій дитячий і дзвінкий голос Макіно часто озвучує веселих і милих дівчаток (Сакура, Місакі, Кіоко), хоча серед її ролей можна зустріти і дівчат з таємничим фоном (Гонока, Райфіа), хлоп'ячих дівчаток (Газукі) і навіть емоційних персонажів (Цуй Лін/Лапіс).

## Музикальна кар'єра
Макіно взялась за фортепіано у віці чотирьох років. Її талант грати на піаніно був виявлений режисером Сюндзі Іваї, коли їй було сім, і у віці від 8 до 17 років вона грала соло на фортепіано протягом трьох його фільмів: «Лист кохання», «Все про Лілі Чоу-Чоу» і «Хана і Еліс».
Юй дебютувала як співачка в 2005 році з «Omna Magni», спродюсований Йоко Канно. Тоді пісня була використана як ендінг для аніме «Sousei no Aquarion». У квітні того ж року вона також дебютувала як сейю у головній ролі — принцеса Сакура (Tsubasa: Reservoir Chronicle).

## Ролі
- NHK ni Youkoso! — Місакі Накахара[1]